# Sauripterus

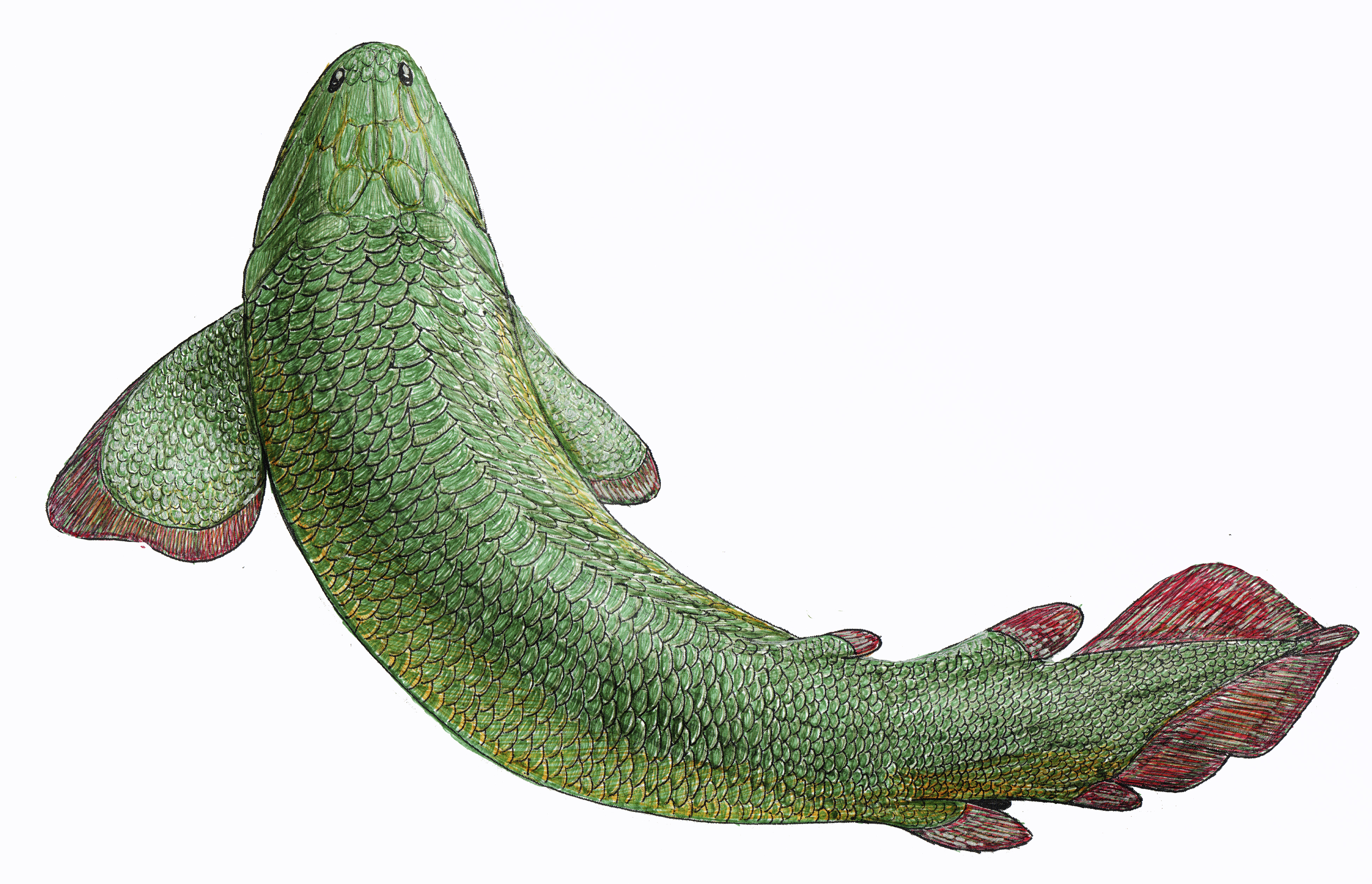
Художня реставрація

Sauripterus — рід ризодонтових лопатеперих риб, які жили в девонський період (416–360.7 млн років тому). Цей рід був описаний Дж. Холом після його відкриття в Поуїс-Курві в Пенсильванії.